# Elf (film)
Elf – amerykańska komedia w reżyserii Jona Favreau z 2003 roku.

## Fabuła
Niemowlę Buddy podczas świąt Bożego Narodzenia wchodzi do worka Świętego Mikołaja. Ten niczego nieświadomy zabiera go do siebie. Tam mały chłopiec uczy się jak być prawdziwym elfem. Gdy dorasta, musi opuścić Biegun północny, dlatego postanawia odnaleźć swoją rodzinę.

## Obsada
- Will Ferrell jako Buddy Hobbs
- Bob Newhart jako Papa Elf
- Edward Asner jako Święty Mikołaj
- James Caan jako Walter Hobbs
- Zooey Deschanel jako Jovie
- Mary Steenburgen jako Emily Hobbs
- Daniel Tay jako Michael Hobbs
- Faizon Love jako manager Gimbela
- Peter Dinklage jako Miles Finch
- Amy Sedaris jako Deb
- Michael Lerner as Fulton
- Andy Richter jako Morris
- Kyle Gass jako Eugene
- Artie Lange jako mikołaj Gimbela
- Leon Redbone jako bałwan Leon (głos)
- Ray Harryhausen jako młode niedźwiedzia polarnego (głos)
- Jon Favreau jako dr Leo

## Soundtrack
1. „Pennies from Heaven” - Louis Prima
2. „Sleigh Ride” - Ella Fitzgerald and the Frank De Vol Orchestra
3. „Let It Snow! Let It Snow! Let It Snow!” - Lena Horne
4. „Sleigh Ride/Santa Claus Party” - Ferrante and Teicher/Les Baxter
5. „Baby, It’s Cold Outside” - Leon Redbone/Zooey Deschanel
6. „Jingle Bells” - Jim Reeves
7. „The Nutcracker Suite” - Brian Setzer
8. „Christmas Island” - Leon Redbone
9. „Santa Baby” - Eartha Kitt/Henri René and His Orchestra
10. „Winter Wonderland” - Leon Redbone
11. „Santa Claus Is Comin’ to Town” - Eddy Arnold
12. „Nothing from Nothing” - Billy Preston